# Olongapo
Olongapo é uma cidade de primeira classe de renda da cidade na província Luzon Central, nas Filipinas. De acordo com o censo de 1 de maio  de  2020 possui uma população de 260 317 pessoas e 66 450 domicílios.